# Philippos Stephanos Thottathil
Philippos Stephanos Thottathil (ur. 9 maja 1952 w Ranni) – indyjski duchowny syromalankarski, od 2017 biskup Stanów Zjednoczonych i Kanady.

## Życiorys
Święcenia kapłańskie przyjął 27 kwietnia 1979 i został inkardynowany do archieparchii Tiruvalla. Był m.in. wicerektorem niższego seminarium, dyrektorem szpitala w Pushpagiri, rektorem seminarium w Trivandrum oraz protosyncelem archieparchii.
25 stycznia 2010 otrzymał nominację na biskupa pomocniczego Tiruvalli oraz biskupa tytularnego Sozopolis in Haemimonto. Chirotonii udzielił mu 13 marca 2010 zwierzchnik Kościoła syromalankarskiego, Baselios Cleemis Thottunkal.
5 sierpnia 2017 został mianowany zwierzchnikiem amerykańsko-kanadyjskiej eparchii Najśw. Maryi Królowej Pokoju, zaś 28 października 2017 kanonicznie objął urząd.